# 丁蟹効果
丁蟹効果（ティンハイこうか）あるいはアダム・チェン効果とは、香港の俳優アダム・チェンが活躍すると、香港株式市場が不思議と低迷するとされる現象。1992年のテレビドラマ『大時代』がきっかけで言われ始めた。このドラマでチェンは「丁蟹」（ていかい、ティンハイ）という名の役を演じている。

## 概要
1992年10月5日から11月27日まで、香港のテレビ局TVBは、テレビドラマ『大時代』を放映した。このドラマは、アダム・チェン演じる主人公の敵役丁蟹が、暴力と策略を用いながら株式市場で大儲けをするというストーリーだった。
一方、香港市場の動向を表す香港ハンセン株価指数は、このドラマの終盤である11月から12月初めにかけて、大幅に下落した。その後もドラマでアダム・チェンが活躍するたびに株式市場が下落したため、この現象が「丁蟹効果」と呼ばれるようになった。
2015年4月には、香港の新聞明報が『アダム・チェンが初主演男優を務めたテレビドラマ煙雨濛濛が放映された際にも、香港市場が91.53%も下落した』と紹介した。
アダム・チェン自身は、この「効果」に否定的な見解を述べている。
| 年月       | 種類     | 題名          | 放送局 | 出来事                                                                              |
| 1992年10月 | TVドラマ | 大時代        | TVB    | HSIが600ポイント下落                                                                |
| 1994年11月 | TVドラマ | 笑看風雲      | TVB    | HSIが2000ポイント下落                                                               |
| 1996年9月  | TVドラマ | 新上海灘      | TVB    | HSIが300ポイント下落                                                                |
| 1997年12月 | TVドラマ | 江湖奇俠傳    | ATV    | HSIが1.4%下落                                                                       |
| 1999年6月  | TVドラマ | 神劍萬里追    | ATV    | HSIが6.5%下落                                                                       |
| 2000年9月  | TVドラマ | 世紀之戰      | ATV    | HSIが1715ポイント下落。インターネット・バブルとも呼ばれた現象                       |
| 2004年3月  | TVドラマ | 血薦軒轅      | TVB    | HSIが3日間で550ポイント下落。第3次オイルショックとも言われる                        |
| 2005年3月  | TVドラマ | 御用閒人      | TVB    | 放送直後、第1回放送後、HSIが午前中に100ポイントダウンしたが、最後に90ポイント戻した |
| 2007年7月  | TVドラマ | 香港傳奇-榮歸 | ATV    | HSIが1165ポイント下落。                                                             |
| 2009年3月  | TVドラマ | 桌球天王      | TVB    | HSIが663ポイント下落。                                                              |
| 2012年5月  | TVドラマ | 心戰          | TVB    | HSIが10%下落。                                                                      |
| 2013年4月  | 映画     | 楊家将        | 映画   | 上映初日の翌日、HSIが610ポイント下落。                                              |
| 2015年4月  | TVドラマ | 大時代        | TVB    | 放映初日の4月20日、HSIが558ポイント下落。                                           |

## 例外
2006年4月、『潮爆大狀』がTVBで放映されたときは、HSIはむしろ258ポイント上昇した。『香帥傳奇』(1995)、
『非常外父』 (2003)の際も影響はみられなかった。『楚漢驕雄』の際には「下がった」という解説と「上がった」という解説の両方がある。